# Acallis
Acallis é um gênero de mariposa pertencente à família Crambidae.